# Тім Краббе
Тім Краббе́ (нід. Tim Krabbé, МФА: [ˈtɪm krɑ'beː], *13 квітня 1943, м. Амстердам, Нідерланди) — нідерландський шахіст, письменник і журналіст-спортивний коментатор. Він — старший брат кіноактора Єруна Краббе.
Перший роман Тім Краббе опублікував у 1978 році.
Автор публікацій на спортивну тематику. Сам шахіст — рейтинг ФІДЕ Тіма Краббе — 2274 і колекціонує шахові курйози, які зібрав у книзі Chess curiosities (1985).
Пише сценарії до фільмів, а також сенсаційні повісті.
Найвідоміша повість Тіма Краббе, що принесла авторові міжнародний розголос, — «Золоте яйце» (Het Gouden Ei, 1984) була екранізована в 1988 році (франко-нідерландська картина «Зникнення» режисера Г. Слейзера). Успіх кінострічки зумовив повторну екранізацію — уже в Голлівуді (1993).

## Виноски
1. ↑  Person Profile // Internet Movie Database — 1990.
2. ↑  Deutsche Nationalbibliothek Record #120024667 // Gemeinsame Normdatei — 2012—2016.
3. ↑  Bibliothèque nationale de France BNF: платформа відкритих даних — 2011.
4. ↑  Тім Краббе [Архівовано 27 серпня 2012 у Wayback Machine.] на сайті ФІДЕ